# Rupert Dworak

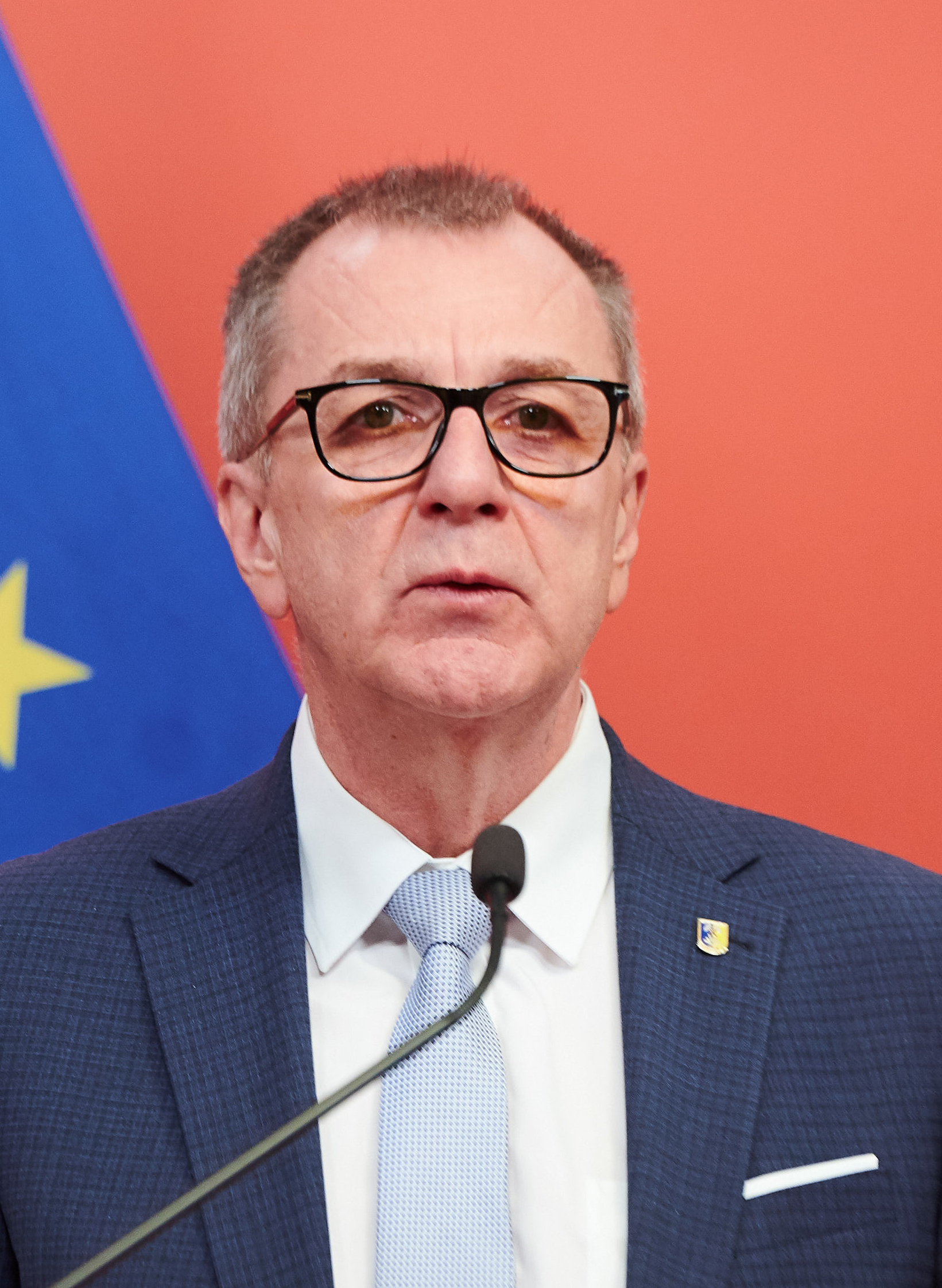
Rupert Dworak (2020)

Rupert Dworak (* 8. Jänner 1962 in Neunkirchen) ist ein österreichischer Politiker (SPÖ). Dworak war von 2003 bis Juni 2018 Abgeordneter zum Landtag von Niederösterreich und von 2004 bis Mai 2024 Bürgermeister von Ternitz.

## Leben
Dworak besuchte nach der Volks- und Hauptschule das Bundesrealgymnasium Wiener Neustadt. Nach der Matura 1980 arbeitete Dworak kurze Zeit für die Stadtgemeinde Ternitz und wechselte danach als Verkaufsleiter zur Bausparkasse Wüstenrot. Zwischen 1988 und 2003 war er als Bezirksgeschäftsführer der SPÖ beschäftigt.
Dworak war Jugendfunktionär der Sozialistischen Jugend und der Jungen Generation. Er wurde 1988 in den Gemeinderat gewählt, stieg 1991 zum Stadtrat auf und ist seit 2004 Bürgermeister von Ternitz. Zudem hat er die Funktion des SPÖ-Stadtparteivorsitzenden inne. Seit 2008 ist er zudem Präsident des Sozialdemokratischen Gemeindevertreterverbandes Niederösterreich. Dworak vertritt die SPÖ seit dem 24. April 2003 im Landtag.
Nach der Landtagswahl in Niederösterreich 2018 gab Dworak seinen Rücktritt als Landtagsabgeordneter mit Ende Juni 2018 bekannt, um sich neben seiner Aufgabe als Bürgermeister verstärkt um die Agenden des niederösterreichischen Gemeindevertreterverbandes zu kümmern. Das Direktmandat von Dworak übernahm mit 28. Juni 2018 Christian Samwald, René Pfister rückte auf das frei werdende Landtagsmandat nach. Andrea Kahofer zog anstelle von Pfister in den Bundesrat ein.
Im November 2019 wurde er auf der Bundeskonferenz des Sozialdemokratischen GemeindevertreterInnenverbandes (GVV) gemeinsam mit der Klagenfurter Bürgermeisterin Maria-Luise Mathiaschitz zum Vorsitzenden gewählt. Im Februar 2020 wurde bekannt, dass er nach 13 Jahren seine Funktion als SPÖ-Bezirksparteichef im Bezirk Neunkirchen an Christian Samwald übergeben soll. Ursprünglich sollte die Wahl auf der Bezirkskonferenz am 3. April 2020 erfolgen, aufgrund der COVID-19-Pandemie wurde diese zunächst auf den 16. Oktober 2020 verschoben.
Am 25. Juni 2021 wurde Samwald als Nachfolger von Dworak zum Neunkirchner SPÖ-Bezirksparteichef gewählt. Im September 2021 wurde er als Präsident des Gemeindevertreterverbandes der SPÖ in Niederösterreich für weitere fünf Jahre bestätigt. Im November 2021 folgte ihm Andreas Kollross als Bundesvorsitzender des GVV nach.
Ende März 2024 gab er seinen Rückzug als Bürgermeister mit 11. Mai 2024 bekannt. Als sein Nachfolger wurde Christian Samwald designiert und am 21. Mai 2024 einstimmig zum Bürgermeister gewählt. Im Juni 2024 folgte ihm Andreas Kollross als Präsident des Verbands sozialdemokratischer Gemeindevertreter in Niederösterreich (NÖGVV) nach. Im März 2025 löste er Hannes Bauer als Präsident des Pensionistenverbandes Niederösterreich ab.
Dworak ist ehrenamtlich beim Arbeiter-Samariter-Bund Österreichs in Ternitz als Rettungssanitäter tätig.
Er lebt in Ternitz und ist Vater eines Sohnes und einer Tochter.

## Auszeichnungen
- 2014: Großes Silbernes Ehrenzeichen für Verdienste um die Republik Österreich[17]
- 2019: Silbernes Komturkreuz des Ehrenzeichens für Verdienste um das Bundesland Niederösterreich[18]
- 2024: Viktor-Adler-Plakette[19]
- 2024: Ehrenbürger von Ternitz[20]
- 2024: Ehrenring, Ehrenzeichen und Ehrenmitgliedschaft des Gemeindebundes[21]